# Rembrandtin
Rembrandtin Coatings GmbH war ein Chemieunternehmen mit Sitz in Wien-Floridsdorf, Österreich. Das Unternehmen wurde im Juli 2023 umbenannt zu KANSAI HELIOS Austria GmbH. Die Marke Rembrandtin steht weiterhin für Elektroblechlacke und Straßenmarkierungsmaterialien.

## Geschichte des Unternehmens
1937 erwarb Julius Seidler eine kleine Lackfabrik von der holländischen Firma Varossieau & Cie N.V. in der Donaufelderstraße. Inspiriert durch eine Etikette mit dem Maler Rembrandt firmierte die Lackfabrik ab 1947 unter Rembrandtin Lackfabrik Julius Seidler.
1982 wurde sie mit dem Österreichischen Staatswappen ausgezeichnet. Fünf Jahre später traf man die Entscheidung zum Neubau der Lackfabrik. Im Juni 1989 wurde sie eröffnet. Die heutige ALTANA Chemie AG erwarb 1993 über die damalige Mutterfirma Rhenania-Werke die Mehrheitsanteile von Rembrandtin.
Die EK Mittelstandsfinanzierung AG (UniCredit/Bank Austria) übernahm 2005 100 % der Anteile der ALTANA Chemie AG. Man konzentrierte sich auf 4 Produktsäulen: Elektroblechlacke, Industrielacke, Korrosionsschutzsysteme und Straßenmarkierungsfarben. 2006 übernahm die Ring International Holding AG 100 % der Anteile von EK Fin AG. Ein Jahr später folgte, zusammen mit Christ Lacke, die Gründung der heutigen Fritze Lacke GmbH (ehem. Rembrandtin Farbexperte GmbH) für Privat- und Gewerbekunden.
Rembrandtin ist seit 2017 Mitglied der „Kansai Helios Gruppe“, die Teil des japanischen Lackunternehmens Kansai Paint ist. Seit Juli 2023 ist Rembrandtin eine Marke von Kansai Helios Austria und ist spezialisiert auf die Herstellung von Elektroblechlacken und Straßenmarkierungsmaterialien.